# ドンガ (棒術)
ドンガ（Donga）はエチオピア南西部に住むスルマ人によって行われる棒術。スルマ棒術、スリ棒術などとも呼ばれる。

## 概要
牛の放牧を生業として生活する半遊牧民族のスルマ人に伝わる棒術である。「ドンガ」というのは棒術に使われる2メートル以上の長さの棒のことであるドンガは茂みをかき分けたり牛の誘導を行うなど、日常的な道具でもある。
戦士を自認するスルマ人にとってドンガは一大イベントである。男性はドンガの試合に勝利する事で自らの強さを認められ、妻をめとる事が出来るなど社会的な地位を向上させる事ができる。ドンガの競技は食物の豊富な雨季の後に行われ、男たちは20～30人からなる2つの陣営に分かれて数組ずつが試合を行う。
試合の際には着衣を身につけず、ふんどし姿に布で作った防具を頭と腕につけ、顔には白い粘土を使って複雑なペインティングを行う。ドンガの試合には細かいルールは存在せず、相手がギブアップするか相手を地面に倒すと勝利となる過酷なものであるため流血戦となる事も多く、また興奮した観客が喧嘩を起こして銃を発砲するといった騒ぎも起きている。